# Katholisches Pfarrhaus Worms-Pfeddersheim

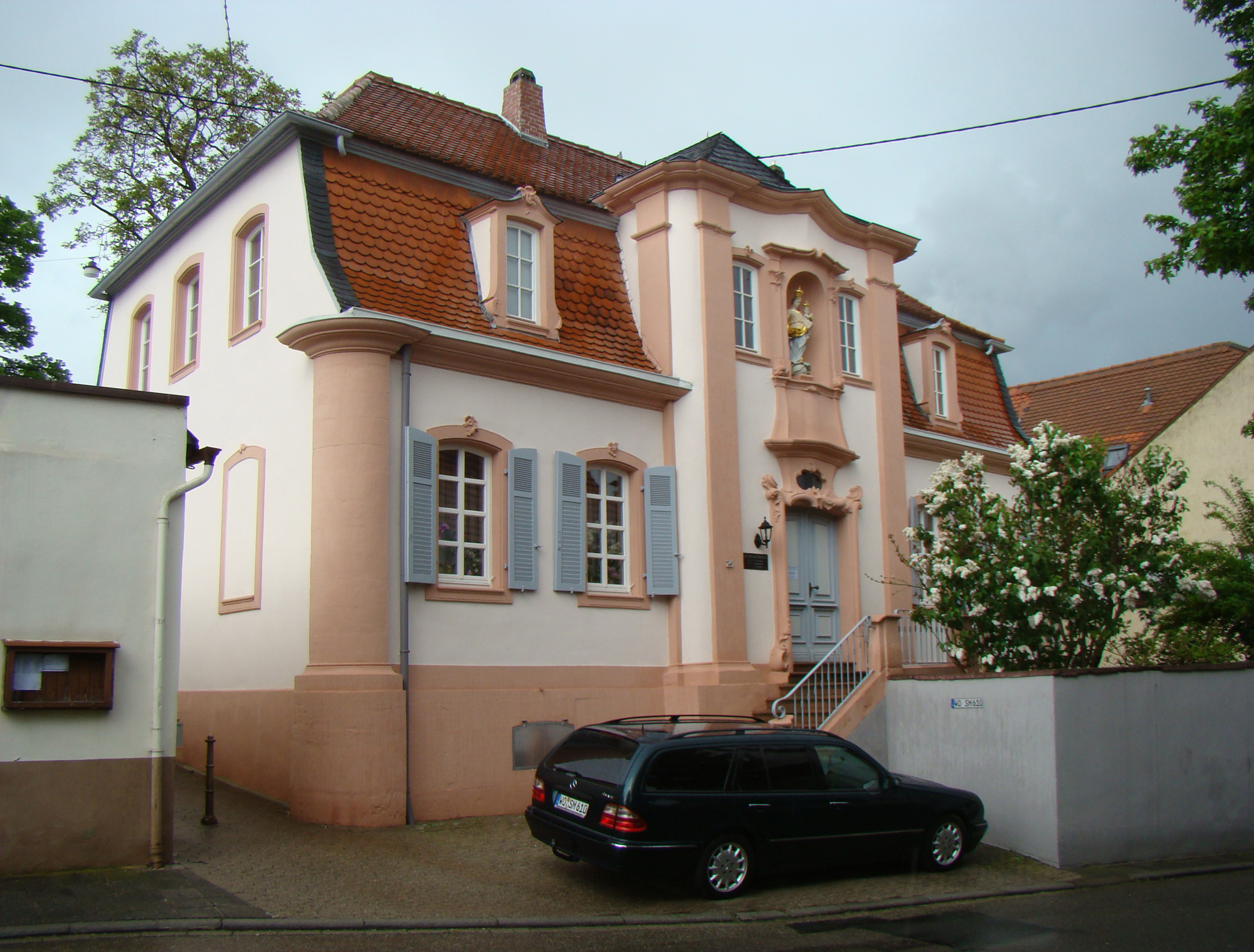
Das katholische Pfarrhaus in Worms-Pfeddersheim

Das katholische Pfarrhaus steht in der Karlstraße 25 in Worms-Pfeddersheim.

## Beschreibung
Bei dem unter Denkmalschutz stehenden, in der Mitte des 18. Jahrhunderts im Rokokostil errichteten Gebäude, handelt es sich um einen eingeschossigen Bau mit Mansardwalmdach. Ein Mittelrisalit, der in das Dach hineinreicht, dominiert das Haus.
Des Weiteren wird das Gebäude durch Pilaster an den Ecken geprägt. Die mit Rocaille verzierte Rahmung der Eingangstür umschließt ein ovales Oberlicht; ein oberhalb davon liegender Auszug wird von einer Ädikula abgeschlossen, welche zwischen zwei Fenstern angeordnet ist. In der sich daraus ergebenden Nische, die wiederum von Pilastern umrahmt ist, steht die im Barock erstellte Figur der Madonna mit Jesuskind auf einer Weltkugel.